# Sarojini Naidu
Sarojini Naidu, född 13 februari 1879 i Hyderabad, död 2 mars 1949 i Lucknow, var en indisk författare och feminist.
Naidu, som var dotter till Aghornatha Chattopadhyaya, en bengalisk brahmin, som idkat studier i Edinburgh och Bonn, blev student 1891 vid universitetet i Madras och studerade i London och Cambridge 1895-98. Hon återvände 1898 till Brittiska Indien och gifte sig med läkaren M.G. Naidu. Hon blev 1914 ledamot av Royal Society of Literature samt erhöll Kaisar-i-Hind-medaljen för humanitärt arbete i Hyderabad. Hennes verksamhet, närmast förbunden med kvinnorörelsen, tog sig uttryck i föredrag och broschyrer i politiska, religiösa, sociala och pedagogiska frågor. 
Av Naidus poetiska skrifter, tidigast och i rätt stor utsträckning efterbildningar efter Percy Bysshe Shelley, Alfred Tennyson och andra engelska skalder, är de viktigaste The Golden Threshold (med inledning av A. Symonds, 1905), The Bird of Time. Songs of Life, Death and Spring (med inledning av E. Gosse 1912), The Broken Wing. Songs of Love, Death and Destiny (1915-17), Speeches and Writings (två häften, 1918, 1920), The Sceptred Flute: Songs of India (1928) och The Feather of the Dawn (utgiven av dottern Padmaja, 1961).
På svenska finns Valda dikter (bemyndigad tolkning av Teresia Eurén, Bonnier, 1930).

## Eftermäle
Asteroiden 5647 Sarojininaidu är uppkallad efter Sarojini Naidu.